# Phaeochroa cuvierii
O beija-flor-escamoso, também conhecido por colibri-de-peito-escamoso (nome científico: Phaeochroa cuvierii) é uma espécie de ave apodiforme pertencente à família dos troquilídeos, que inclui os beija-flores. É o único representante do gênero Phaeochroa, que é monotípico. Por sua vez, também é, consequentemente, a espécie-tipo deste gênero. Pode ser encontrada em altitudes entre 900 e 2100 metros, distribuindo-se desde o extremo-sul do México, Guatemala, Belize, Honduras, Costa Rica até Nicarágua e Panamá.

## Etimologia
O nome do gênero que esta espécie pertence, sendo sua única representante e espécie-tipo, respeitando a nomenclatura binomial, caracteriza uma amálgama de dois termos da língua grega antiga: φαιος, phaios, primeiro termo usado, que significa, literalmente, algo como "marrom, castanho" adicionado do termo χροα, khroa, que significa literalmente "cor, aparência", esse por meio da palavra χρωτος, khrōtos, que apresenta o mesmo significado, denotando mais explicitamente algo como "cor de pele". O descritor específico da espécie segue uma lógica mais complexa, sendo um tipo de dedicatória ao influente anatomista e zoólogo da França, Léopold Chrêtien Frédéric Dagobert Baron Cuvier, que se tornou conhecido por seu pseudônimo Georges Cuvier. Este último, além de ter recebido a dedicatória durante a descrição da espécie, também era responsável pela publicação do periódico no qual a descoberta foi publicada: a Revue Zoologique par la Société Cuviérienne.
Seus nomes comuns dentro do português brasileiro e português europeu, respectivamente, se baseiam nas características fisiológicas desta ave: com "beija-flor-escamoso" descreve principalmente a aparência das plumas desta espécie, que se assemelham muito às escamas de uma cobra ou de um peixe, embora este não seja o caso. O nome "colibri-de-peito-escamoso" segue o mesmo tipo de nomenclatura vernácula, mas especificamente descreve que a plumagem diferente se localiza na região superior do tronco.

## Descrição
O beija-flor-escamoso apresenta, em média, em torno de 11,5 a 13 centímetros, classificando-lhe dentre as maiores espécies de beija-flor da América Central, ao que pela fauna sul-americana está entre as espécies medianas, não tão grandes ou tão pequenas. De fato, a espécie é quase um centímetro menor que a maior espécie do continente centro-americano: o beija-flor-de-garganta-azul (Lampornis clemenciae). Entre suas características fisiológicas marcantes, destaca-se as penas escamosas e verde-brilhantes no tronco, bem como seu bico preto curto ligeiramente curvado, que na maioria das subespécies possui a extremidade da mandíbula rosada; com exceção de P. c. roberti, qual o bico é inteiramente preto. Os machos e fêmeas de todas as subespécies têm a mesma plumagem, mas as fêmeas têm um bico mais longo. A raça nominal P. c. cuvierii é a subespécie menor e cor mais pálida. É principalmente verde-bronzeado com a barriga sendo amarelo-acinzentada. As penas da parte inferior têm bordas amareladas que lhe oferecem uma aparência escamosa. A cauda é principalmente bronzeada, com pontas brancas nos dois ou três pares de penas externos.
As diferenças entre a subespeciação nominal e outra subespécie, P. c. roberti, se dão principalmente pelas penas da cauda pretas e brancas na ponta. Sua outra raça, P. c. maculicauda, apresenta sua garganta mais esverdeada em relação a nominal, com as penas da cauda sendo parcialmente enegrecidas. Nisso, a raça P. c. furvescens se destaca pelas plumas da garganta mais escuras e ventre mais claro do que a nominal. A P. c. saturatior se mostra como a maior e mais escura subespécie, sendo ainda a mais semelhante com a nominal. P. c. berlespchi apresenta o abdômen mais bronzeado, além de possuir extremidades das penas da cauda mais brancas que a nominal.

## Sistemática
Esta espécie seria originalmente descrita em meados de setembro de 1846, por meio da coleta de um asa-de-sabre macho na região do istmo do Panamá, pelo ornitólogo e ilustrador francês Adolphe Delattre e seu compatriota Jules Bourcier, que incluira esta espécie em Trochilus. Posteriormente, em conjunto com as outras espécies de beija-flor, este seria reclassificado dentro do gênero Campylopterus, aves conhecidas na nomenclatura vernácula como asas-de-sabre. Algum tempo depois, após a descoberta de que este último gênero era polifilético, pouco depois sofrendo alguns desmembramentos, esta espécie haveria, finalmente, sido classificada em Phaeochroa, um monotipo antes considerado uma sinonímia, que seria introduzido no ano de 1861, dessa vez pelo notável ornitólogo inglês John Gould. De acordo com cladogramas sobre a subfamília dos troquilíneos, publicados em 2014, sua filogenética molecular descobriria que os beija-flores-escamosos estariam mais intimamente relacionados com os beija-flores-camurça, do que com os asas-de-sabre.
Essa classificação revisada seria amplamente aceita pela maioria dos identificadores taxonômicos entre o ano de publicação dos estudos e mais recentemente, com exceção do Handbook of the Birds of the World, catálogo publicado pela BirdLife International, com a organização estando, possivelmente, dentre uma das mais conservadoras sobre a reclassificação. Dentre os identificadores que aceitaram Phaeochroa como o gênero representante para a espécie, estão eBird, em uma colaboração com o Cornell Lab of Ornithology e taxonomia de Clements; bem como os South e North American Classification Committees, publicados pela American Ornithological Society e o ex-International Ornithological Committee. Por ser o único representante de seu gênero, este se classifica como um monotipo, com a espécie sendo uma espécie-tipo.
São reconhecidas seis subespécies:
- Phaeochroa cuvierii cuvierii (Delattre & Bourcier, 1846) — subespécie nominal; pode ser encontrada desde centro do Panamá ao leste em Kuna Yala
- Phaeochroa cuvierii berlespchi Hellmayr, 1915 — pode ser encontrada ao norte dos departamentos de Atlántico e Bolívar da Colômbia
- Phaeochroa cuvierii maculicauda Griscom, 1932 — pode ser encontrada exclusivamente na encosta pacífica da Costa Rica
- Phaeochroa cuvierii roberti Salvin, 1861 — pode ser encontrada ao extremo sudeste do México e na encosta caribenha seguindo até Guatemala, Belize, Honduras e Nicarágua por meio do nordeste da Costa Rica
- Phaeochroa cuvierii saturatior  (Hartert, 1901) — pode ser encontrada exclusivamente na ilha Coiba no sudoeste do Panamá
- Phaeochroa cuvierii furvescens (Wetmore, 1967) — pode ser encontrado na encosta pacífica do Panamá ocidental

## Distribuição e habitat
O beija-flor-escamoso pode ser encontrados desde o extremo-sul do México seguindo pelo centro-norte da Guatemala e sul de Belize, distribuindo-se à fronteira dos dois países com Honduras e seguindo pelo leste até o leste da Nicarágua. Depois, na Costa Rica, pode ser encontrada nos extremos norte e sul do território, seguindo, então, até o Panamá, por onde se distribui desde a província de Chiriquí até a comarca indígena de Kuna Yala. Na América do Sul, esta distribuição se mostra exclusivamente e endemicamente pelo norte da Colômbia especificamente por meio da região do Caribe. Esta espécie habita paisagens semi-abertas a abertas, incluindo floresta seca, bordas e clareiras de galeria e floresta tropical úmida, manguezal, floresta secundária, cerrados e jardins. Evita os interiores de matas fechadas. Geralmente ocorre do sub-bosque ao estrato médio, mas também no dossel nas bordas da floresta. É principalmente encontrado por baixas altitudes, mas é encontrado localmente até os 1200 metros acima do nível do mar na Costa Rica.

## Comportamento
O beija-flor-escamoso é principalmente sedentário e, ocasionalmente, realiza movimentos locais como um meio de acompanhar os eventos de floração.

### Alimentação
O beija-flor-escamoso procura pelo néctar das flores por uma variedade de árvores floridas, arbustos e bromélias. Se alimenta deles pairando e, para flores grandes, empoleirando-se. Defende agressivamente áreas de alimentação e territórios, sendo dominante sobre beija-flores menores. Além do néctar, alimenta-se de artrópodes capturados por falcoaria e também pela coleta da vegetação.

### Reprodução
O beija-flor-escamoso se reproduz principalmente na estação chuvosa, que na Guatemala fica entre maio e dezembro e maio a janeiro na Costa Rica. Este beija-flor organiza-se de exibição de machos para fêmeas em leks. Constrói um ninho de copa com penugem e teia de aranha com muito musgo e líquen por fora. O ninho é colocado, normalmente, sobre uma pequena árvore como uma sela em um galho horizontal de 2 a 8 metros acima do solo. A fêmea incuba a ninhada de dois ovos por 17 a 19 dias e a emplumação ocorre 22 a 29 dias após a eclosão.

### Vocalização
A vocalização do beija-flor-escamoso se trata de "um gorjeio alto, variável e contínuo... em perseguições, o macho faz "um trinado descendente agudo" e outras chamadas incluem "um 'trrk' curto e repetido, [um] 'tlek' úmido e um 'chick' mais enfático".

## Estado de conservação
Na Lista Vermelha de Espécies Ameaçadas, a União Internacional para a Conservação da Natureza avalia o colibri-de-peito-escamoso entre as espécie pouco preocupantes, com uma ampla área de distribuição e uma população com cerca de menos de 50 mil indivíduos maduros, a qual acredita-se que esteja estáveis. É considerada incomum a localmente comum e ocorre em várias áreas protegidas.